# Jinn (banda)
Jinn (em japonês: ジン) é uma banda japonesa de rock com quatro membros, formada em 2003.

## História
Todos os membros do Jinn frequentaram a mesma escola no ensino secundário (Médio no Brasil), e formaram a banda em Tokyo no verão de 2003. Em março de 2004, a banda gravou um CD Demo, 0~Zero~ (0～ゼロ～), com 500 cópias vendidas rapidamente.
Após isso, em 2005, a banda gravou um mini álbum, Kotosabi no Ki (言錆の樹). Em agosto de 2006, o single Raion (雷音) foi lançado, o qual estreou como o último tema de abertura do anime Blood+. Em 22 de Novembro do mesmo ano, Jinn também lançou outro single, Malachite (マラカイト, Marakaito).
Em 2007, Jinn executou o segundo tema de abertura do anime Code Geass: Lelouch of the Rebellion, Kaidoku Funō (解読不能), que foi lançado em 31 de Janeiro de 2007. Seu primeiro álbum completo, Lemmings (レミングス, Remingusu), foi lançado em 28 de Fevereiro de 2007. E o segundo álbum, Qualia foi lançado em 6 de Fevereiro de 2008.

## Integrantes
- Hītan (ひぃたん) (vocal)

nascida 3 de Março 1987
- Motoki (もとき) (baixo)

nascido 10 de Julho 1985
- Haruka (ハルカ) (guitarra, coro, cordas)

nascido 16 de Maio 1986
- Tetsuyuki (哲之) (bateria)

nascido 19 de Janeiro 1987
Nome completo: Tetsuyuki Yamada (山田哲之, Yamada Tetsuyuki)

## Discografia

### Mini álbuns
1. Kotosabi no Ki (言錆の樹) (lançado em 24 de Maio 2006)

### Álbuns
1. Lemmings (レミングス, Remingusu) (lançado em 28 de Fevereiro 2007)
2. Qualia (クオリア) (lançado em 6 de Fevereiro 2008)

### Singles
1. Raion (雷音) (lançado em 2 de Agosto 2006; quarto e último tema de abertura para Blood+)
2. Malachite (マラカイト, Marakaito) (lançado em 22 de Novembro 2006)
3. Kaidoku Funō (解読不能) (lançado em 31 de Janeiro 2007; segundo tema de abertura para CODE Geass Lelouch of the Rebellion)
4. Vuena Vista (lançado em 18 de Julho 2007)

### CD-R
1. 0~Zero~ (0～ゼロ～) (2004)

### Mini álbuns
1. Kotosabi no Ki (言錆の樹) (lançado em 3 de Março de 2005)